# Harold Barclay
Pour les articles homonymes, voir Barclay.
Harold Barton Barclay (1924-2017) est un anthropologue et anarchiste américain,.
Professeur émérite à l'université de l'Alberta (Canada), ses recherches concernent l'anthropologie politique et l'anthropologie religieuse.
Il est connu pour ses contributions à l'analyse des sociétés sans État, notamment dans son ouvrage People without Government : An Anthropology of Anarchy réédité à de nombreuses reprises depuis 1982.

## Biographie
Il est objecteur de conscience durant la Seconde Guerre mondiale.
Au début de sa carrière, il vit et voyage intensivement au Moyen-Orient et en Afrique. Il passe deux ans à l'Université américaine du Caire.
En 1967, après avoir enseigné au Knox College et à l'université de l'Oregon aux États-Unis, il rejoint le département d'anthropologie de l'université de l'Alberta au Canada parce qu'il est opposé à la guerre du Vietnam.
En 2005, il publie ses mémoires, Longing for Arcadia : Memoirs of an Anarcho-Cynicalist Anthropologist, dans lesquelles il évoque ses voyages et sa carrière universitaire.

## Publications
(liste non exhaustive)
- Buurri al Lamaab, a suburban village in the Sudan, Cornell studies in anthropology, Ithaca, N.Y., Cornell University Press, 1964.
- The role of the horse in man's culture, London, J.A. Allen, 1980,  (ISBN 0-85131-329-9).
- Culture: the human way, Calgary, Canada: Western Publishers, 1986,  (ISBN 0-919119-11-5).
- Anthropology and Anarchism, Cambridge, The Anarchist Encyclopaedia, 1986.
- People without Government : An Anthropology of Anarchy, préf. Alex Comfort, Seattle, Left Bank Books, 1990,  (ISBN 0-939306-09-3), [lire en ligne].
- Culture and anarchism, London, Freedom Press, 1997,  (ISBN 0-900384-84-0).
- The state, London, Freedom Press, 2003,  (ISBN 1-904491-00-6).
- Longing for Arcadia : memoirs of an anarcho-cynicalist anthropologist, Trafford, 2005,  (ISBN 1-4120-5679-9).